# 地震檢波器

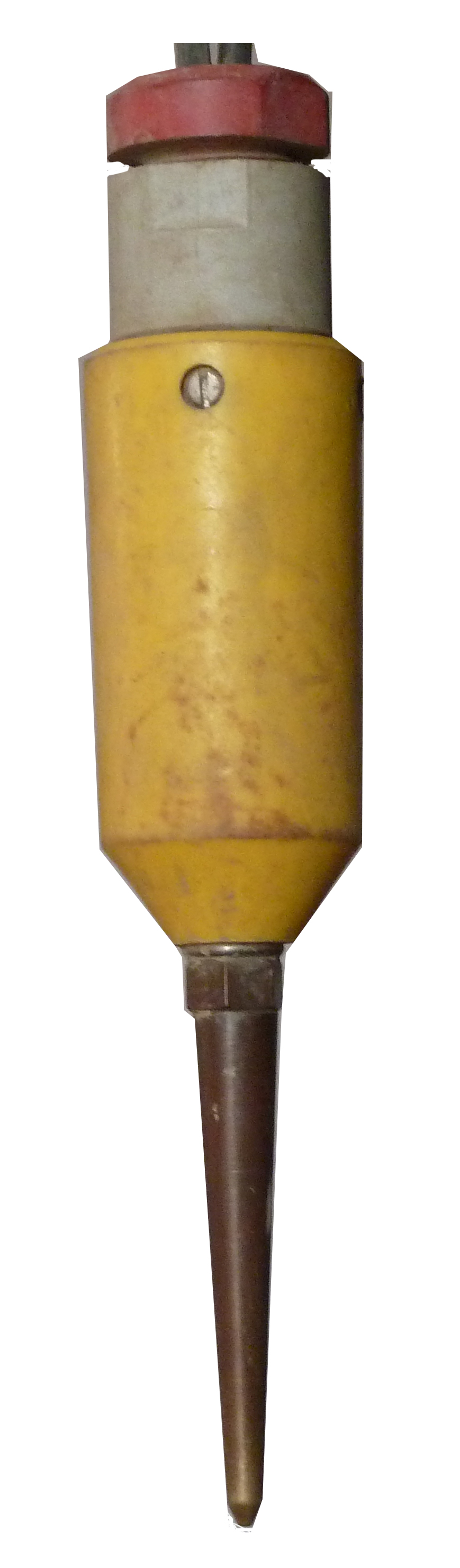
地震檢波器(SM-24), frequency band 10 Hz to 240 Hz, standard resistance 375 Ω

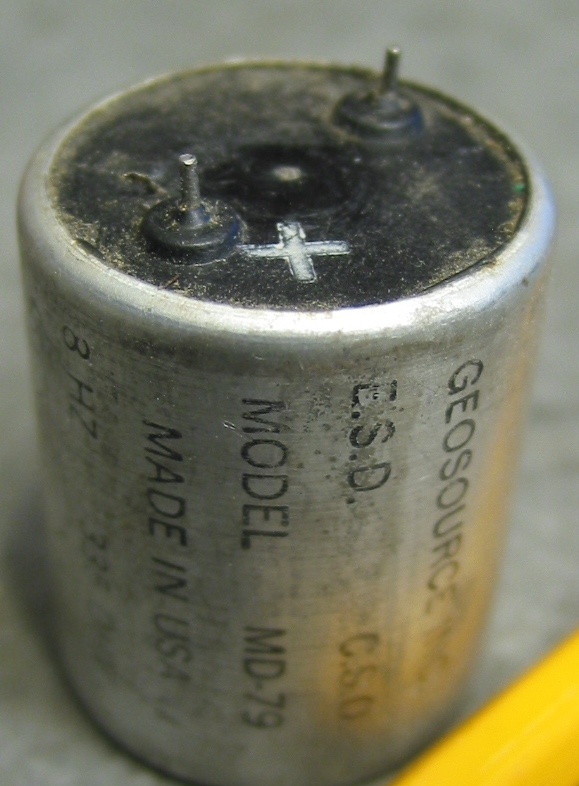
Geosource Inc. MD-79—8 Hz, 335 Ω 地震檢波器

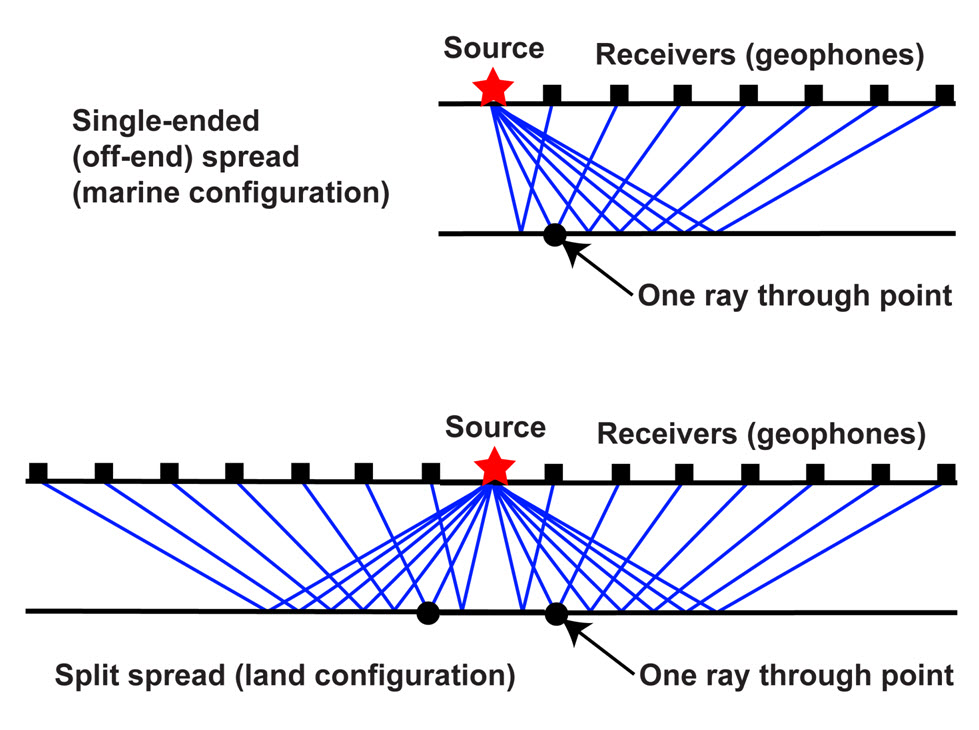
單邊陣列 &雙邊陣列

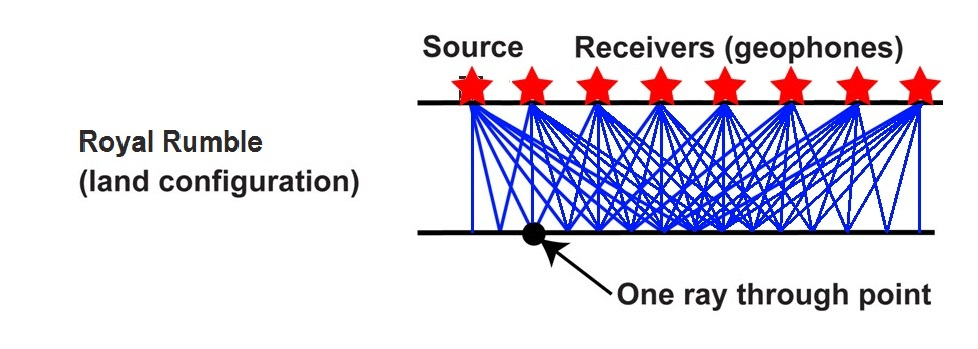
Royal Rumble

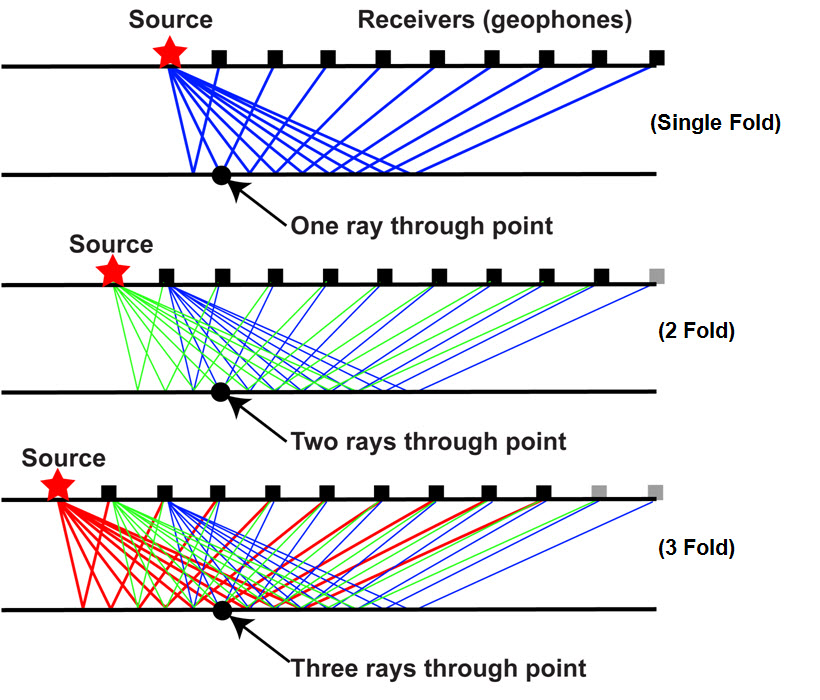
一次至三次叠加的炮點檢波器的位置設計

地震檢波器（英語：geophne）是將地面運動（速度）轉換為電壓的設備，所測量的電壓由記錄站記錄。 該電壓與基線的偏差稱為地震反應，用於分析地球結構。

### 結構
在過去地震檢波器是一種被動模擬設備，由永久磁铁、线圈和弹簧片组成，磁铁具有很强的磁性。線圈安裝在彈簧片上，磁鉄是固定安裝的。当地面有机械振动时，线圈对磁铁就有相对运动而切割磁力线，根据电磁感应原理，线圈中产生感生电动势，且感生电动势的大小与线圈和磁铁的相对运动速度成正比
。 最新的設計基於微機電系統 (MEMS) 技術，該技術是一種反饋電路對地面運動產生電響應。一般線圈/磁鐵檢波器的響應與地速成正比，而 MEMS 設備的響應與加速度成正比。 MEMS 具較高的噪聲速度高，並且只能用於強運動或主動地震震源設置。

### 頻率響應
地震檢波器的頻率響應是諧振子的振动頻率響應，完全由轉角頻率（通常約為 10 Hz）和阻尼（通常為 0.707）決定。 由於轉角頻率與移動質量的平方根倒數成正比，因此具有低轉角頻率 (< 1 Hz) 的地震檢波器變得不切實際。雖然能用電子方式降低轉角頻率。但是其噪聲和成本皆為高，
一般地震波是三維性質，但地震檢波器通常是單一維度——多半是垂直方向。 具三分量 地震檢波器，是由三個一維檢波器正交佈置而組成，可以檢測三維的地震波。

### 用途
檢波器廣被反射地震學應用，記錄地下地質構造反射的能量波，主要是由地球表面的垂直運動組成。但是地滾波也有的垂直運動，且其信號比反射波強，可以消除較弱的反射波。若使用檢波器列陣通並調諧其到波長與地滾波長相符，可以衰減主要噪聲信號並增強較弱的數據信號。
模擬地震檢波器是被設計用來檢測很遠的震動，因此是一種非常敏感的設備。但是這些小信號可能會被本地來源的較大信號淹沒。通過對比在檢波器列陣中多個地震檢波器的信號，可以加强遠來反射地震波信號。本地來源的信號僅能在一個或幾個地震檢波器上記錄可對比，因此可被消除。在陣列中的所有檢波器都有記錄的小信號可以歸因於遙遠的反射地震波事件。
被動地震檢波器的靈敏度通常為 30 伏特/秒（米/秒），因此它們通常不能替代寬帶地震儀。
有些地震檢波器的應用反而只對局部的地面擾動。例如在遠処無人值守的地面傳感器。一個局部的地面擾動就會通過一個警報來通知，並提供照片數據。
地震檢波器陣列已被用於月球表面。